# Úrvalsdeild 2005
La Úrvalsdeild 2005 fu la 94ª edizione della massima serie del campionato di calcio islandese disputata tra il 19 maggio e il 21 settembre 2005 e conclusa con la vittoria del FH, al suo secondo titolo consecutivo.
Capocannoniere del torneo fu Tryggvi Guðmunðsson (FH) con 16 reti.

## Formula
Come nella stagione precedente le squadre partecipanti furono dieci e si incontrarono in un turno di andata e ritorno per un totale di diciotto partite.
Le ultime due classificate retrocedettero in 1. deild karla.
Le squadre qualificate alle coppe europee furono quattro: i campioni alla UEFA Champions League 2006-2007, la seconda e il vincitore della coppa nazionale alla Coppa UEFA 2006-2007 e un'ulteriore squadra alla Coppa Intertoto 2006.

## Squadre partecipanti
| Club      | Città          | Stadio | Posizione 2004     |
| --------- | -------------- | ------ | ------------------ |
| Fylkir    | Reykjavík      |        | 4°                 |
| ÍBV       | Vestmannaeyjar |        | 2°                 |
| FH        | Hafnarfjörður  |        | Campione d'Islanda |
| KR        | Reykjavík      |        | 6°                 |
| Grindavík | Grindavík      |        | 7°                 |
| Valur     | Reykjavík      |        | 1. deild           |
| ÍA        | Akranes        |        | 3°                 |
| Keflavík  | Keflavík       |        | 5°                 |
| Fram      | Reykjavík      |        | 8°                 |
| Þróttur   | Reykjavík      |        | 1. deild           |

## Classifica finale
|                    | Pos. | Squadra   | Pt | G  | V  | N | P  | GF | GS | DR  |
| ------------------ | ---- | --------- | -- | -- | -- | - | -- | -- | -- | --- |
| Islanda (bandiera) | 1.   | FH        | 48 | 18 | 16 | 0 | 2  | 53 | 11 | +42 |
|                    | 2.   | Valur     | 32 | 18 | 10 | 2 | 6  | 29 | 16 | +13 |
|                    | 3.   | ÍA        | 32 | 18 | 10 | 2 | 6  | 24 | 20 | +4  |
|                    | 4.   | Keflavík  | 27 | 18 | 7  | 6 | 5  | 28 | 31 | -3  |
|                    | 5.   | Fylkir    | 26 | 18 | 8  | 2 | 8  | 28 | 28 | +0  |
|                    | 6.   | KR        | 25 | 18 | 8  | 1 | 9  | 22 | 24 | -2  |
|                    | 7.   | Grindavík | 18 | 18 | 5  | 3 | 10 | 23 | 41 | -18 |
|                    | 8.   | ÍBV       | 17 | 18 | 5  | 2 | 11 | 18 | 30 | -12 |
|                    | 9.   | Fram      | 17 | 18 | 5  | 2 | 11 | 19 | 32 | -13 |
|                    | 10.  | Þróttur   | 16 | 18 | 4  | 4 | 10 | 21 | 32 | -11 |

Legenda:

      Campione d'Islanda e ammesso alla UEFA Champions League
      Ammesso alla Coppa UEFA
      Ammesso alla Coppa Intertoto
      Retrocesso in 1. deild karla
Note:

Tre punti a vittoria, uno a pareggio, zero a sconfitta.

### Verdetti
- FH Campione d'Islanda 2005 e qualificato alla UEFA Champions League
- ÍA e Valur qualificati alla Coppa UEFA
- Keflavík qualificato alla Coppa Intertoto
- Fram e Þróttur retrocesse in 1. deild karla.